# Wolf-Friedrich Schäufele
Wolf-Friedrich Schäufele (* 1967 in Karlsruhe) ist ein deutscher protestantischer Theologe.

## Leben
Nach dem Abitur 1986 am Gymnasium Hammonense in Hamm und dem Wehrdienst 1986/1987 studierte Wolf-Friedrich Schäufele von 1987 bis 1993 evangelische Theologie, lateinische Philologie und  Biochemie in Tübingen, Heidelberg und Mainz. Von 1994 bis 1998 war er wissenschaftlicher Mitarbeiter am Seminar für Kirchengeschichte und Territorialkirchengeschichte des Fachbereichs Evangelische Theologie der Universität Mainz. Nach der Promotion zum Dr. theol. 1997 war er von 1998 bis 2001 wissenschaftlicher Assistent am Lehrstuhl für Historische Theologie des Seminars für Theologie und ihre Didaktik der Universität Köln. Von 2001 bis 2007 war er wissenschaftlicher Mitarbeiter am Leibniz-Institut für Europäische Geschichte, Abteilung Abendländische Religionsgeschichte. Nach der Habilitation 2005 im Fach Kirchen- und Dogmengeschichte an der Evangelisch-Theologischen Fakultät der Universität Mainz lehrt seit 2007 als Professor (W3) für Kirchengeschichte an der Philipps-Universität Marburg. 2011 lehnte er einen Ruf auf den Lehrstuhl für Kirchengeschichte der Neuzeit an der Universität Erlangen (Nachfolge Berndt Hamm) ab.
Seine Forschungsschwerpunkte sind die Kirchen- und Theologiegeschichte des Mittelalters und der Frühen Neuzeit unter besonderer Berücksichtigung der Reformation. Er ist Mitglied der Historischen Kommission für Hessen.

## Schriften (Auswahl)
- Christoph Matthäus Pfaff und die Kirchenunionsbestrebungen des Corpus Evangelicorum 1717–1726. Mainz 1998, ISBN 3-8053-2485-5.
- Der „Pessimismus“ des Mittelalters. Stuttgart 2006, ISBN 3-515-08972-1.
- „Defecit Ecclesia“. Studien zur Verfallsidee in der Kirchengeschichtsanschauung des Mittelalters. Mainz 2006, ISBN 3-8053-3647-0.
- Christliche Mystik. Göttingen 2017, ISBN 3-7887-3163-X.